# Luciano Favero
Luciano Favero (Santa Maria di Sala, Provincia de Venecia, Italia, 11 de octubre de 1957) es un exfutbolista italiano. Se desempeñaba en la posición de defensa.

## Clubes
| Club               | País   | Año         |
| ------------------ | ------ | ----------- |
| U. S. Milanese     | Italia | 1975 - 1976 |
| A. C. Messina      | Italia | 1976 - 1977 |
| Salernitana Calcio | Italia | 1977 - 1978 |
| U. S. Siracusa     | Italia | 1978 - 1980 |
| Rimini Calcio      | Italia | 1980 - 1981 |
| U. S. Avellino     | Italia | 1981 - 1984 |
| Juventus F. C.     | Italia | 1984 - 1989 |
| Hellas Verona      | Italia | 1989 - 1991 |
| U. S. Miranese     | Italia | 1992 - 1996 |

## Palmarés

### Campeonatos nacionales
| Título  | Club           | País   | Año     |
| ------- | -------------- | ------ | ------- |
| Serie A | Juventus F. C. | Italia | 1985-86 |

### Copas internacionales
| Título                | Club           | País   | Año     |
| --------------------- | -------------- | ------ | ------- |
| Supercopa de Europa   | Juventus F. C. | Italia | 1984    |
| Liga de Campeones     | Juventus F. C. | Italia | 1984-85 |
| Copa Intercontinental | Juventus F. C. | Italia | 1985    |